# Nataša Rostova
La Contessa Natal'ja Il'inična Rostova (in russo Наталья "Наташа" Ильинична Ростова?), meglio conosciuta come "Nataša", è la protagonista femminile del romanzo Guerra e pace di Lev Tolstoj.

## Ruolo nella storia
All'inizio della vicenda nel 1805 Nataša è una ragazza di 13 anni, la bella figlia più giovane del conte Il'ja Rostov e della contessa Natal'ja Rostova. È innamorata del principe Boris Drubeckoj, che vive nella tenuta dei Rostov con la madre. Quando Boris parte per intraprendere la carriera militare agli ordini di Michail Illarionovič Kutuzov, Pierre Bezuchov, con il quale aveva stretto una forte amicizia, le presenta il principe Andrej Bolkonskij. Si innamorano e si fidanzano, ma il padre di Andrej è contrario, e riesce a convincere il figlio a posticipare le nozze di un anno, recandosi all'estero.
Durante l'assenza di Andrej, il principe Anatole Kuragin approfitta della situazione per corteggiare Nataša, la quale cede al suo fascino, fino al punto di provare a fuggire con lui. Sebbene il piano non riesca grazie all'intervento della zia Marja Dmitrevna, Nataša scrive a Mar'ja Bolkonskaja rompendo il fidanzamento con il principe Andrej; venuta poi a sapere che Anatole è sposato, cade in una grave depressione, tentando addirittura il suicidio, che termina con una malattia gravissima e con la conseguente guarigione; l'unico conforto è Pierre, consigliatole da Andrej durante l'assenza in caso di difficoltà.
Non appena Napoleone inizia la campagna di Russia, i Rostov sono costretti a lasciare la loro tenuta per ritirarsi a Mosca, e quando devono nuovamente spostarsi, il conte e la contessa usano i carri per trasportare i soldati feriti. Tra questi Sonja, la cugina di Nataša, scopre Andrej, che era stato ferito da una granata durante la battaglia di Borodino, e Nataša si dedica ad assisterlo, ma i suoi sforzi sono vani, poiché le ferite sono troppo gravi, e quindi Andrej muore.
Pierre, al quale è morta la moglie Hélène dalla quale si era separato, si riavvicina a Nataša mentre i russi vincitori ricostruiscono Mosca. Pierre e Nataša si innamorano e si sposano. Dal matrimonio nascono quattro figli.

## Analisi del personaggio
Nataša Rostova rappresenta l'"armonia del mondo" secondo Tolstoj, e per ciò è completamente diversa da Andrej da questo punto di vista. Attraverso varie vicende (l'amore e la morte di Andrej, la volgare seduzione di Anatole Kuragin, ovvero il male che tenta anche lei, e l'incontro finale con Pierre) tutte le sue caratteristiche che la rendono un personaggio unico e poetico, la spontaneità, la grazia e l'impeto infantile maturano. Alla fine del romanzo però con il gioioso matrimonio che la obbliga ad impegnarsi nel mantenere la casa e i figli Nataša perde molto del suo antico fascino poetico.
Compare nei seguenti film tratti dal romanzo: Nataša è un personaggio che risulta complicato da riportare nei film o nelle serie televisive, poiché durante il libro la sua età cambia considerevolmente: da una ragazza di 13 anni arriva a diventare una donna di 28 anni con famiglia.
- 1956: Guerra e pace (War and Peace) di King Vidor
- 1967: Guerra e pace (Война и мир) di Sergej Fëdorovič Bondarčuk
- 1972: Guerra e pace (War and Peace) di John Davies
- 2007: Guerra e pace di Robert Dornhelm
- 2016: Guerra e pace di Tom Harper